# Войновский сельский совет (Чутовский район)
Войновский сельский совет (укр. Войнівська сільська рада) — входит в состав
Чутовского района
Полтавской области
Украины.
Административный центр сельского совета находится в 
с. Войновка.

## Населённые пункты совета
- с. Войновка
- с. Виноминовка
- с. Сторожевое